# Fear the Walking Dead (6.ª temporada)
A sexta temporada de Fear the Walking Dead, uma série de televisão dramática pós-apocalíptica de terror produzida pela AMC, estreou nos Estados Unidos em 11 de outubro de 2020 e terminou em 13 de junho de 2021, consistindo em 16 episódios. A série é derivada de The Walking Dead, que é baseada na série de quadrinhos de mesmo nome de Robert Kirkman, Tony Moore e Charlie Adlard. Os produtores executivos são Kirkman, David Alpert, Greg Nicotero, Gale Anne Hurd, Scott M. Gimple, Andrew Chambliss e Ian B. Goldberg, com Chambliss e Goldberg como showrunners pela terceira temporada consecutiva.
A temporada segue Morgan Jones (Lennie James), que foi deixado para morrer por Virginia (Colby Minifie), enquanto os membros restantes do grupo de Morgan foram separados por Virginia e seus Pioneiros e estão dispersos em seus vários assentamentos. A temporada também apresenta vários saltos no tempo.

## Elenco e personagens
A sexta temporada contou com dezesseis atores recebendo status de faturamento do elenco principal, com onze retornando da quinta temporada, enquanto cinco novos membros do elenco são apresentados. Christine Evangelista (que era um membro recorrente do elenco em The Walking Dead), mudou-se para o elenco principal após sua saída de The Walking Dead. Mo Collins e Colby Hollman foram promovidos do status recorrente e Zoe Colletti e Keith Carradine foram adicionados ao elenco principal.

### Elenco principal
- Lennie James como Morgan Jones: Um homem mentalmente instável e implacavelmente pragmático, que já fez parte do grupo de Rick Grimes em The Walking Dead.[1]
- Alycia Debnam-Carey como Alicia Clark: A fogosa, mas compassiva filha de Madison e irmã de Nick.[1]
- Maggie Grace como Althea "Al" Szewczyk-Przygocki: Uma jornalista curiosa e tática.[1]
- Colman Domingo como Victor Strand: Um vigarista inteligente e sofisticado que virou empresário, que fez amizade com Nick, Madison e Alicia.[1]
- Danay García como Luciana Galvez: Uma forte e cautelosa ex-membro da comunidade La Colonia em Tijuana, México, e ex-namorada de Nick.[1]
- Garret Dillahunt como John Dorie: Um policial solitário e amigável que é casado com June.[1]
- Austin Amelio como Dwight: Um ex-tenente implacável e relutante dos Salvadores, que foi exilado da Virgínia pelo grupo de Rick Grimes em The Walking Dead. Ele está atualmente procurando por sua esposa desaparecida, Sherry.[1]
- Mo Collins como Sarah Rabinowitz: A irmã adotiva de Wendell e uma ex-fuzileira naval.[5]
- Alexa Nisenson como Charlie: Uma jovem que era uma espiã dos Abutres.[1]
- Karen David como Grace Mukherjee: Uma mulher misteriosa e com uma doença terminal que trabalhava em uma usina nuclear que derreteu perto do local onde o avião do grupo de Morgan caiu.[1]
- Colby Hollman como Wes: Um sobrevivente que se alia ao grupo de Morgan.[5]
- Zoe Colletti como Dakota: Um membro dos Pioneiros que se acredita ser a irmã mais nova de Virginia, mas mais tarde se descobre que na verdade é sua filha.[5]
- Jenna Elfman como June: Uma enfermeira gentil que é casada com John.[1]
- Rubén Blades como Daniel Salazar: Um corajoso e prático ex-integrante da Sombra Negra que formou um vínculo paternal com Charlie.[1]
- Christine Evangelista como Sherry: a ex-mulher de Dwight, há muito desaparecida, que fugiu para o Texas depois de escapar dos Salvadores.[6]
- Keith Carradine como John Dorie Sr.: Pai de John, que também era policial antes do apocalipse.[7]

### Elenco de apoio
- Colby Minifie como Virginia: Uma líder antagônica dos Pioneiros que a princípio foi considerada a irmã mais velha de Dakota, mas mais tarde foi revelado que na verdade era sua mãe.[1]
- Brigitte Kali Canales como Rachel: Uma mulher grávida que é esposa de Isaac.
- Peter Jacobson como Jacob Kessner: Um rabino que se junta ao grupo de Morgan.
- Holly Curran como Janis: Uma mulher que ligou para Alicia e Strand pedindo ajuda e foi salva por Wes. Mais tarde, ela se juntou ao grupo de Morgan. Ela é irmã de Tom.
- Craig Nigh como Hill: Um membro de alto escalão dos Pioneiros.
- Devyn Tyler como Nora: Uma mulher que é uma das sobreviventes que vive em um prédio comercial onde ela já trabalhou.
- Daryl Mitchell como Wendell: O irmão adotivo de Sarah que usa uma cadeira de rodas.
- Cory Hart como Rollie: Um ex-membro da equipe de Logan, que trabalha com um grupo de sobreviventes para destruir os Pioneiros.
- Justin Smith como Marcus: Um membro arrogante dos Pioneiros.
- John Glover como Theodore "Teddy" Maddox: O líder do culto do Juízo Final que pretende exterminar toda a vida na superfície. Ele também é um assassino em série que foi caçado e preso por John Dorie Sr. na década de 1970.[7]
- Nick Stahl como Riley: Um membro do alto escalão do culto do Juízo Final que é um dos devotos seguidores de Teddy. Antes do apocalipse, ele era o oficial de armas a bordo do USS Pennsylvania.[7]

### Elenco convidado
- Demetrius Grosse como Emile LaRoux: Um caçador de recompensas contratado pela Virginia para caçar Morgan.
- Michael Abbott Jr. como Isaac: Um sobrevivente desesperado que Morgan encontrou.
- Damon Carney como Walter: Um fugitivo que está fugindo de Emile. Ele também é ex-membro da tripulação do USS Pennsylvania.
- Raphael Sbarge como Ed: Um taxidermista que vive em um antigo pavilhão de caça.
- Sebastian Sozzi como Cole: Um sobrevivente que já fez parte da comunidade do estádio de beisebol Dell Diamond e que se acredita ter morrido quando ele foi destruído.
- Rhoda Griffis como Vivian: Esposa de Douglas que já fez parte da comunidade do estádio de beisebol Dell Diamond e que se acredita ter morrido quando ele foi destruído.
- Kenneth Wayne Bradley como Douglas: Marido de Vivian que já fez parte da comunidade do estádio de beisebol Dell Diamond e que se acredita ter morrido quando ele foi destruído.

## Episódios
| N.º na série | N.º na temp. | Título                                                                        | Dirigido por          | Escrito por                                        | Exibição original      | Audiência (milhões) |
| --- | ------------ | ----------------------------------------------------------------------------- | --------------------- | -------------------------------------------------- | ---------------------- | ------------------- |
| 70 | 1            | "The End Is the Beginning" "(O Fim É o Começo)" (BR)                          | Michael E. Satrazemis | Andrew Chambliss & Ian B. Goldberg                 | 11 de outubro de 2020  | 1.59                |
| Várias semanas depois de ser baleado por Virginia, Morgan conseguiu escapar das garras dos Pioneiros, mas está mal de saúde por causa de seu ferimento à bala que infeccionou e gangrenou. Virginia contrata um caçador de recompensas, Emile, para encontrar e matar Morgan. Enquanto procurava suprimentos, Morgan conhece Isaac, que o ajuda a se esconder de Emile. Isaac leva Morgan a um vale escondido onde sua esposa grávida, Rachel, está localizada. Emile encontra Morgan, mas Isaac o resgata e revela que ele foi previamente mordido antes de conhecê-lo. Morgan mata Emile e rouba suas roupas, machado e uma chave que carregava com ele. No dia seguinte, Morgan acorda para encontrar a bala extraída e que Isaac morreu de sua infecção, mas não antes de Rachel dar à luz uma menina, chamada Morgan. Morgan deixa a cabeça do caçador de recompensas para Virginia encontrar, deixando-a atordoada. Morgan disse a Virginia pelo rádio: "Morgan Jones está morto. Você está lidando com outra pessoa agora." Em outra parte da praia, um homem pinta com spray "O FIM É O COMEÇO" em um submarino destruído. Ele fala com outro homem, que diz que "eles" já deveriam ter chegado e precisam da chave. |              |                                                                               |                       |                                                    |                        |                     |
| 71 | 2            | "Welcome to the Club" "(Bem-Vindo ao Clube)" (BR)                             | Lennie James          | Nazrin Choudhury                                   | 18 de outubro de 2020  | 1.55                |
| Depois de um incidente com um membro do alto escalão dos Pioneiros, Alicia e Strand são levados a um armazém para eliminar um grande rebanho de zumbis, e depois são acompanhados por Charlie e Janis. Enquanto isso, Daniel parece estar sofrendo de amnésia, causando confusão entre seus aliados. Dakota, a irmã mais nova de Virginia, junta-se a eles para limpar os zumbis e, inadvertidamente, mata dois dos Pioneiros. No meio da batalha, Strand secretamente esfaqueia um companheiro de prisão, Sanjay, e o sacrifica aos zumbis para ganhar a vantagem. Mais tarde, Virginia elogiou Strand por seu trabalho como líder e lhe deu uma posição importante para a comunidade. Strand, sentindo-se culpado por seu papel na morte de Sanjay, designa Alicia para outro assentamento. Naquela noite, Daniel é atacado por um zumbi, mas é salvo por Morgan, e revela que ainda tem sua memória. |              |                                                                               |                       |                                                    |                        |                     |
| 72 | 3            | "Alaska" "(Alasca)" (BR)                                                      | Colman Domingo        | Mallory Westfall                                   | 25 de outubro de 2020  | 1.50                |
| Morgan retorna ao esconderijo do vale, trazendo Rachel, comida de bebê e outros suprimentos. Ele diz a ela que tem um homem dentro (Daniel), e jura salvar seus amigos, reconstruindo seu cajado com o novo cabo de seu machado. Em outro lugar, Virginia designa Althea e Dwight para investigar vários locais e documentar os zumbis e como eles podem ter morrido. Enquanto estava em uma casa funerária, Althea ouve Isabelle em seu walkie-talkie discutindo um ponto de encontro próximo. Dwight ouve isso e juntos eles vão para o prédio onde Isabelle planeja pousar seu helicóptero. Enquanto eles sobem o prédio, eles encontram vários ratos e "O FIM É O COMEÇO" pintado de spray em uma parede. Eventualmente, eles encontram um grupo que vive lá que está sofrendo da peste bubônica. A líder do grupo, Nora, avisa para não seguirem para o heliporto, dizendo que na última vez que o helicóptero chegou, uma de seus amigos foi baleado. Apesar dos apelos de Dwight, Althea continua até o telhado e, mais tarde, percebe que o próprio Dwight está infectado. Os dois são mais tarde salvos dos zumbis por Nora, que leva Althea até o telhado. Enquanto espera ansiosamente por Isabelle, ela muda de ideia e dispara um sinalizador; ela então avisa Isabelle pelo walkie-talkie (sem revelar sua identidade) para não voar para o prédio devido à praga. Isabelle agradece e a leva até uma caixa de suprimentos contendo cerveja e remédios para o grupo de Nora. Posteriormente, Althea confidencia a Dwight sua crença de que os ratos foram plantados para espalhar a doença. Assim que eles saem, Althea ouve uma mulher em seu walkie-talkie que viu o sinalizador e está prestes a chegar ao prédio. A mulher acaba sendo Sherry, que finalmente se reencontra com Dwight. |              |                                                                               |                       |                                                    |                        |                     |
| 73 | 4            | "The Key" "(A Chave)" (BR)                                                    | Ron Underwood         | David Johnson                                      | 1 de novembro de 2020  | 1.28                |
| John começa a ler a carta que escreveu a June. De repente, ele sente dor nos dentes e percebe que tem uma cárie. Certa manhã, um ranger chamado Cameron não apareceu para seu turno, confundindo John. Suspeito, John verifica atrás de sua casa, encontrando o Cameron morto preso em arame farpado com dois zumbis. Durante sua investigação, John encontra um brinco na cena do crime. Durante o funeral de Cameron, Janis tenta fugir do assentamento, mas é pega. Janis, que estava namorando Cameron secretamente, assume o crédito pelo assassinato e é executada pelos Pioneiros amarrando-a a uma árvore do lado de fora com um rádio tocando música alta, atraindo zumbis próximos que rapidamente a desmembram e a devoram. Mais tarde, John encontra os restos zombificados de Janis e a enterra. No caminho de volta para Humbug's Gulch para procurar respostas, Morgan é atropelado por outro carro. Ele sai e caminha até o banco do motorista do outro carro, observando o homem tropeçar para fora do carro. Morgan o segura na ponta do machado, questionando se foi um acidente. O companheiro do homem também tropeça, ficando atrás dele. Os homens ameaçam Morgan, perguntando onde está Emile e exigindo a chave dele. Uma luta começa, com Morgan matando os dois. Ele olha para a chave que estava usando no pescoço e se pergunta para que serve. |              |                                                                               |                       |                                                    |                        |                     |
| 74 | 5            | "Honey" "(Mel)" (BR)                                                          | Michael E. Satrazemis | Ashley Cardiff                                     | 8 de novembro de 2020  | 1.24                |
| Dwight e Sherry estão passando uma noite juntos, quando Sherry se levanta e aparentemente desaparece. Dwight ouve ruídos do lado de fora e é capturado por um grupo de homens mascarados. No dia seguinte, Dwight aparece em um skatepark com os homens, onde Sherry confessa que faz parte de seu grupo. Eles planejam destruir o caminhão da SWAT, mas Althea, que também foi capturada, sugere que eles o roubem. O ataque ao caminhão é bem sucedido com a ajuda inesperada de Morgan. À noite, Sherry diz a Morgan que planeja matar Virginia, mas Morgan se recusa a participar, devido à sua experiência na guerra contra Negan. Ele revela seu plano de fazer uma nova comunidade longe dos Pioneiros. Sherry convence Dwight a emboscar os capangas de Virginia e cai na armadilha. Pouco depois de ver Morgan e Althea se recusarem a atacar os Pioneiros, ela os trava com Dwight. Morgan convence Dwight a parar Sherry, que relutantemente cancela o ataque com Virginia nem mesmo aparecendo. No dia seguinte, Morgan e Althea convencem Dwight a partir com eles, mas Sherry se recusa a entrar, com a intenção de continuar sua guerra contra os Pioneiros. Quando os refugiados do prédio de escritórios chegam, eles partem para o vale escondido, e Dwight deixa uma pista para Sherry para dar a ela seu paradeiro. |              |                                                                               |                       |                                                    |                        |                     |
| 75 | 6            | "Bury Her Next to Jasper's Leg" "(Enterre-a ao Lado da Perna de Jasper)" (BR) | Sharat Raju           | Alex Delyle                                        | 15 de novembro de 2020 | 1.27                |
| June e Sarah agora administram uma clínica móvel, mas não têm sorte em salvar pessoas, incluindo a perda de um homem devido a um apêndice estourado. June se reencontra com John, que tenta convencê-la a fugir para sua cabana com ele, mas eles são interrompidos por uma mensagem de Luciana sobre um desastre em Tank Town devido à explosão de um novo poço. Virginia, John, June, Sarah, Luciana e os Pioneiros trabalham para salvar os sobreviventes do desastre, mas uma mensagem pintada com spray dizendo "O FIM É O COMEÇO" convence Virginia de que não foi um acidente. Encontrando um material de arte de Wes ferido, Virginia o tortura para obter respostas, acreditando que ele seja o responsável antes de ser parada por June. As duas mulheres são presas por uma explosão e Virginia é mordida na mão. June hesita em amputá-lo, culpando Virginia por tudo que está dando errado ao redor deles, mas Virginia insiste que há uma ameaça maior do que ela e que seus métodos são voltados para proteger as pessoas em suas comunidades. June relutantemente salva Virginia, que concorda em dar a June seu próprio hospital. Tank Town é destruída e, como consequência, June se recusa a ir com John, pretendendo construir seu hospital com a ajuda de Luciana, Sarah, Wes e Wendell. Embora arrasado com a escolha de June, John, no entanto, decide pôr em prática seu plano de fuga por conta própria. |              |                                                                               |                       |                                                    |                        |                     |
| 76 | 7            | "Damage from the Inside" "(Danos Vindos de Dentro)" (BR)                      | Tawnia McKiernan      | Jacob Pinion                                       | 22 de novembro de 2020 | 1.09                |
| Um comboio de rangers que escoltam Dakota para uma casa segura são atacados e mortos, deixando Strand e outro ranger chamado Samuels como os únicos sobreviventes. Strand pede a ajuda de Alicia e Charlie para encontrar Dakota, que elas a localizam em um antigo pavilhão de caça ocupado por um taxidermista chamado Ed. Alicia contata Virginia e se oferece para trocar Dakota pela liberdade, com a intenção de retomar o estádio onde moravam anteriormente, mas Ed se encaixa, atrai os zumbis e se recusa a deixá-las partir. Durante uma briga, ele é acidentalmente empalado com chifres por Alicia e se sacrifica aos zumbis que se aproximam, dizendo a Alicia que a morte de sua família foi sua culpa e para não cometer seus erros. Morgan aparece e ajuda Alicia a matar os zumbis, mas ele pretende trocar Dakota pelo resto de seu povo, levando a uma discussão quando Alicia percebe que Morgan atacou o comboio. Morgan concorda em levar Dakota com eles para a comunidade que está construindo, mas Strand se recusa a entrar e permanece com os Pioneiros. Virginia leva Strand até Grace, que está visivelmente grávida, que lhe diz que quer que ele traga de volta todos que Virginia tirou de Humbug's Gulch. |              |                                                                               |                       |                                                    |                        |                     |
| 77 | 8            | "The Door" "(A Porta)" (BR)                                                   | Michael E. Satrazemis | Ian Goldberg & Andrew Chambliss                    | 11 de abril de 2021    | 1.17                |
| Em sua cabana, John se prepara para cometer suicídio, mas é interrompido por zumbis lavando-se do lado de fora. Investigando, John descobre Morgan e Dakota se escondendo dos Rangers da Virgínia e de um rebanho que eles haviam barricado na única ponte fora da área. Deprimido, John concorda em ajudá-los a passar pelo rebanho, mas se recusa a se juntar à nova comunidade de Morgan, apesar das constantes tentativas de convencê-lo do contrário. Virginia faz contato com Morgan, revelando que está mantendo Grace, Daniel, Sarah, June e Wes como reféns para garantir a segurança de Dakota. Ranger Marcus encontra a cabana de John, forçando John a matá-lo para salvar Morgan. Colocando portas na frente de um velho caminhão, os três conseguem abrir caminho através do rebanho e eliminá-lo, mas Morgan marca uma reunião com Virginia na cabana de John para forçá-lo a sair do esconderijo. Enquanto Morgan sai para entrar em contato com os outros, John descobre que Dakota foi quem assassinou Cameron e ela atira nele para proteger seu segredo. Confrontado por Morgan, Dakota revela que foi ela quem o salvou em Humbug's Gulch, pois ela acredita que apenas Morgan pode parar Virginia. Alertados por Morgan, June e Virginia encontram John morto do lado de fora de sua cabana, mas ele já estava morto e em forma de zumbi, forçando June a matar John. |              |                                                                               |                       |                                                    |                        |                     |
| 78 | 9            | "Things Left to Do" "(Coisas Pendentes)" (BR)                                 | Michael E. Satrazemis | Nick Bernardone                                    | 18 de abril de 2021    | 1.12                |
| June de coração partido enterra John e exige respostas de Virginia, mas ela afirma não saber de nada. Naquela noite, Virginia interroga Daniel, Sarah, Wes, Grace e Luciana para descobrir a localização de Morgan, mas ele aparece e revela os crimes de Virginia. Strand atira no braço de Virginia e alguns Pioneiros começam a se amotinar. Morgan captura Virginia, mas no dia seguinte eles são perseguindos por Sherry e Strand, que exigem justiça. Virginia aceita seu destino, mas Morgan não consegue executá-la. Morgan convence Strand e Sherry a não matá-la e, em vez disso, a aprisiona. Virginia revela a Dakota que ela é sua mãe e não sua irmã. June aparece na cela de Virginia e a culpa pela morte de John e por tudo o que aconteceu ao grupo desde os eventos no Gulch. Ela mata Virginia e deixa a comunidade. |              |                                                                               |                       |                                                    |                        |                     |
| 79 | 10           | "Handle with Care" "(Manuseie com Cuidado)" (BR)                              | Heather Cappiello     | Ashley Cardiff & David Johnson                     | 25 de abril de 2021    | 1.10                |
| Em uma linha do tempo, Daniel está em uma cela fazendo um teste cognitivo. No presente, Morgan fala com Sherry e Strand sobre uma possível nova ameaça. Daniel tem a tarefa de manter as armas dentro da comunidade dentro de uma cabana trancada. Grace começa a ter contrações. Morgan sai para buscar suprimentos médicos e coloca Daniel no comando. Daniel lidera uma reunião com Dakota para obter informações sobre a nova ameaça, que é o grupo que atacou Tank Town. A reunião termina quando há uma explosão que atrai os zumbis. Daniel vai até a cabana e descobre que as armas sumiram. Daniel diz a Charlie e Grace para se esconderem e esperar que Morgan volte. Daniel permite que vários zumbis entrem na comunidade para descobrir quem está com as armas e acredita que seja Strand, que salva Dwight matando um zumbi com uma pistola. Daniel tranca Strand, mas Strand insiste que ele é inocente. Quando Daniel está prestes a matar Strand, Morgan retorna e mata os zumbis. O grupo descobre que Daniel foi quem escondeu as armas e o prendem. June, que interrogou Daniel, acredita que ele sofre de um distúrbio psicológico. Strand o convida para morar em Lawton, enquanto Dakota compartilha informações da falecida Virgínia de que acredita-se que a nova ameaça esteja escondida no subsolo. |              |                                                                               |                       |                                                    |                        |                     |
| 80 | 11           | "The Holding" "(A Contenção)" (BR)                                            | K.C. Colwell          | Channing Powell                                    | 2 de maio de 2021      | 1.03                |
| Posando como novos recrutas, Alicia, Althea, Luciana e Wes se infiltram em um assentamento subterrâneo chamado "A Contenção", onde trabalhadores transformam zumbis em solo para plantar e cultivar alimentos. Eles notam um mural com a mensagem "O FIM É O COMEÇO". Depois de serem cumprimentados por um trabalhador chamado Riley, eles são interrogados para fornecer informações para o líder do grupo, Teddy. Mais tarde, um grupo de pessoas chega, incluindo o irmão de Wes, Derek, que Wes pensava ter morrido há muito tempo. Wes tenta obter informações de Derek, mas Derek afirma que Wes "ainda não está pronto". Enquanto Derek está fora, Wes e Althea procuram no quarto de Derek e encontram mapas de assentamentos locais, incluindo Tank Town e Lawton, bem como o paradeiro do grupo de Isabelle. Wes confronta Derek sobre por que seu grupo está atacando os assentamentos; Derek explica que a única maneira de o mundo recomeçar é destruindo tudo e todos acima do solo. O grupo tenta escapar e levar Derek com eles, mas são pegos por Riley, que os leva para uma sala de embalsamento. Ele se oferece para poupar suas vidas se revelarem a localização de Morgan. Todos eles se recusam, mas Derek consegue a permissão de Riley para tentar mostrar a Wes "a verdade". Derek leva Wes a um zumbi à mostra, e Wes percebe que Derek sabia que ele estava em Tank Town durante o ataque. Uma luta começa. Wes domina Derek e o joga contra o zumbi. O zumbi morde Derek, matando-o. Wes retorna para seus amigos e mantém Riley sob a mira de uma arma. Eles fogem para uma sala cheia de caminhantes embalsamados; Alicia abre vários para liberar o fluido de embalsamento e incendeia o complexo enquanto os outros escapam de volta para o assentamento da barragem. Morgan jura resgatar Alicia. De volta a Contenção, Alicia conhece Teddy, que está chateado por ela ter destruído tudo que ele estava trabalhando, mas admite que ele está procurando por alguém como ela há muito tempo. |              |                                                                               |                       |                                                    |                        |                     |
| 81 | 12           | "In Dreams" "(Em Sonhos)" (BR)                                                | Michael E. Satrazemis | Andrew Chambliss & Ian Goldberg & Nazrin Choudhury | 9 de maio de 2021      | 0.99                |
| Dezesseis anos no futuro, Grace acorda para descobrir que ela morreu ao dar à luz sua filha Athena e que seus amigos estão todos prosperando. Viajando com Athena, Grace percebe inconsistências no mundo e percebe que ela está inconsciente e sonhando após uma explosão feita por Riley e o culto do Juízo Final que estão procurando a chave misteriosa que Morgan havia tirado de Emile. Caçada pelos cultistas, Grace faz seu caminho através de seu mundo de sonho, unindo-se com sua filha e fugindo das forças de Riley, convencida de que ela precisa acordar para dar à luz Atena, mas que ela não sobreviverá. No mundo real, Morgan se abriga com Grace no consultório e estábulos de um veterinário, matando os homens de Riley e forçando Riley a fugir. Quando seu coração para no mundo real, Grace se despede de Morgan e Athena e caminha para a luz apenas para reviver no mundo real. Riley retorna e exige a chave sob a mira de uma arma e Grace pede a Morgan que a dê a ele, convencida por seu sonho de que sua filha vai reunir todos e isso não importa. Grace dá à luz Athena, mas Grace e Morgan ficam arrasados quando Athena é morta devido à absorção da radiação no corpo de sua mãe. |              |                                                                               |                       |                                                    |                        |                     |
| 82 | 13           | "J.D."                                                                        | Aisha Tyler           | Nick Bernardone & Jacob Pinion                     | 16 de maio de 2021     | 1.09                |
| Com Morgan culpando-o pela morte de Athena, June decide procurar pistas sobre o culto do Juízo Final, seguido por Dwight e Sherry, que revela que deseja retornar à Virgínia e matar Negan. Fora de Tank Town, o trio é emboscado por um homem em um trailer que sequestra June e revela que também está investigando o culto; o homem prova ser o pai distante de John Dorie. John identifica Teddy como Theodore Maddox, um assassino em série e líder de um culto que ele mandou para a prisão na década de 1970, depois abandonou sua família por culpa depois que plantou evidências para que Teddy seja condenado; Teddy de alguma forma escapou da prisão após o fim do mundo. June percebe que o ex-tenente Hill de Virginia está escondido na cabana de seu marido e convence John a voltar lá para descobrir o que Hill sabe, mas John a tranca em vez de arriscar a vida de June. Hill prova não saber de nada e quase mata John antes de June, tendo sido resgatado por Dwight e Sherry, o matar. No rescaldo, Sherry desiste da vingança e reacende seu relacionamento com Dwight antes dos quatro realizarem um funeral para seu falecido amigo com June finalmente lendo a carta que seu marido havia deixado para ela. Voltando à comunidade de Morgan, John avisa que Teddy pretende matar todos que ainda estão vivos no mundo e que eles devem começar a se preparar para acabar com ele. |              |                                                                               |                       |                                                    |                        |                     |
| 83 | 14           | "Mother" "(Mãe)" (BR)                                                         | Janice Cooke          | Channing Powell & Alex Delyle                      | 23 de maio de 2021     | 0.94                |
| Em um flashback, Teddy escapa da prisão após ela cair durante o início do apocalipse devido a um prisioneiro executado se transformar em um zumbi. No presente, enquanto o culto se prepara para se mudar para uma nova casa, Teddy decide levar Alicia e uma Dakota recém-ingressada para recuperar e mover o corpo de sua mãe com Alicia adiando a morte de Teddy até que ela descubra seus planos. Depois de correr em uma faixa de espinhos, Alicia se reencontra com Cole, que ela acreditava ter morrido quando o estádio foi destruído. Cole revela que o sacrifício de Madison permitiu que ele e muitos dos outros residentes do estádio escapassem, mas a maioria deles morreu em uma emboscada uma semana depois, com o restante, incluindo Douglas e Vivian, tornando-se uma gangue de bandidos que roubam e matam outros sobreviventes, deixando suas vítimas virarem zumbis. Enquanto o grupo de Cole se prepara para executar Alicia, Teddy e Dakota, suas vítimas reanimadas atacam, matando Douglas, Vivian e os outros sobreviventes. Incapaz de acalmar Cole, Alicia o mata em legítima defesa, furiosa e devastada por Cole ter desperdiçado o sacrifício de sua mãe por ele; Teddy revela que o verdadeiro propósito da viagem era mostrar a Alicia como o sacrifício de sua mãe foi inútil no final. Teddy finalmente revela que as chaves vão para um submarino que foi levado pelas águas em Galveston, Texas e que eles permitirão que ele use os mísseis nucleares do submarino para destruir o que resta do mundo. Alicia consegue transmitir um aviso para Strand e é levada para o bunker escondido do culto sob um antigo hotel onde Teddy a tranca e explica que acredita que Alicia é a pessoa perfeita para liderar os sobreviventes quando for seguro emergir novamente. |              |                                                                               |                       |                                                    |                        |                     |
| 84 | 15           | "USS Pennsylvania"                                                            | Heather Cappiello     | Nazrin Choudhury & Nick Bernardone                 | 6 de junho de 2021     | 0.87                |
| Teddy, Riley e Dakota se preparam para lançar os mísseis nucleares, revelando que Riley já foi oficial de armas do submarino. Tendo sido avisado por Alicia, o grupo de Morgan corre para a Pensilvânia, encontrando o submarino ocupado por sua tripulação reanimada enquanto Luciana conduz um grupo menor a uma base naval em busca de informações para ajudá-los. Morgan, Strand, John, Grace, June, Dwight e Sherry abrem caminho através do submarino, encontrando sinais de uma catástrofe desconhecida que se abateu sobre a tripulação, incluindo um compartimento com níveis de radiação indicando material radioativo exposto dentro, apesar do resto dos níveis de radiação do submarino sendo seguro. Deixando os outros para trás, Morgan e Strand seguem em frente, mas após serem encurralados por zumbis, Strand quebra o machado de Morgan, roubando a cabeça e deixa Morgan se defender dos zumbis sozinho enquanto ele continua. Strand é quase morto por Dakota, mas é salvo no último momento por Morgan, que deixa Dakota inconsciente. Usando cartões-chave recuperados dos zumbis, Morgan e Strand conseguem entrar na sala de controle, mas não antes de Teddy e Riley serem capazes de lançar um míssil nuclear. Os dois revelam que o míssil contém dez ogivas, todos direcionados a locais no Texas e não podem ser parados. Morgan permite que Teddy e Riley saiam e com raiva culpa Strand por não terem conseguido impedir o culto antes de mandá-lo embora também. |              |                                                                               |                       |                                                    |                        |                     |
| 85 | 16           | "The Beginning" "(O Começo)" (BR)                                             | Michael E. Satrazemis | Ian Goldberg & Andrew Chambliss                    | 13 de junho de 2021    | 1.05                |
| Em busca de abrigo, Dwight e Sherry encontram a casa de uma família aterrorizada por dois cultistas; Dwight e Sherry matam os homens e se juntam à família em seu abrigo contra tempestades, decidindo não deixar os bandidos mais vencerem a qualquer custo. Rachel é gravemente ferida ao trocar um pneu e, incapaz de chegar a um lugar seguro a tempo, se amarra ao cachorro de Morgan, Rufus, e comete suicídio para que Rufus possa levá-la como andadora e o bebê, Morgan, a outras pessoas. No submarino, Grace e Morgan admitem seu amor um pelo outro e se preparam para cometer suicídio em vez de viver no mundo devastado que será deixado quando Rachel chega com seu bebê; Morgan e Grace tomam a custódia do bebê, escondendo-se sob um veículo próximo de uma onda de choque nuclear. Teddy e Dakota se preparam para encontrar seu fim em um esquecimento, apenas para serem confrontados por John e June, que perdoam Dakota por seus crimes. John descobre que Teddy tem um bunker escondido onde ele pretende enfrentar a destruição e emergir mais tarde para terminar de lançar as bombas nucleares do submarino. John e June desarmam os dois e entram no bunker enquanto Dakota, enfurecida por Teddy estar apenas usando ela, mata o líder do culto insano antes de se permitir ser incinerado em uma explosão nuclear. Strand se esconde em um prédio onde conhece Howard, um historiador; depois de sobreviver a uma das explosões, Strand abraça a chance de um novo começo. Daniel, Wes, Luciana, Charlie, Jacob, Sarah e Rollie capturam Riley, que concorda em conduzi-los ao bunker escondido do culto. No entanto, Daniel percebe que Rollie é na verdade o espião do culto e o mata antes de Charlie atirar em Riley, que é deixado para virar zumbi quando ele morre. Seguindo as coordenadas que Daniel havia recebido pelo rádio, o grupo é resgatado por um helicóptero do CRM enviado por Al enquanto explosões nucleares abalam a área.                                                 |              |                                                                               |                       |                                                    |                        |                     |

## Produção
Em 19 de julho de 2019, a AMC renovou a série para uma sexta temporada.

### Elenco
Em dezembro de 2019, foi anunciado que Zoe Colletti se juntaria ao elenco principal para a sexta temporada como Dakota, e que Mo Collins e Colby Hollman foram promovidos a regulares da série após terem papéis recorrentes desde a quarta e quinta temporadas, respectivamente. Em janeiro de 2020, foi confirmado que Christine Evangelista iria repetir seu papel como Sherry, que apareceu pela última vez na sétima temporada de The Walking Dead; ela é a terceira personagem a passar da série original para Fear the Walking Dead.

### Filmagens e roteiro
A produção começou em novembro de 2019 no Texas. Em março de 2020, a produção da sexta temporada foi interrompida devido à pandemia de COVID-19. Antes do encerramento, a série tinha quase concluído a produção na primeira metade da temporada e o showrunner Andrew Chambliss confirmou que todos os roteiros da sexta temporada foram concluídos. A produção foi retomada no final de agosto de 2020 e concluída em março de 2021.
O showrunner Ian Goldberg afirmou que a sexta temporada assumiria um "formato de antologia", onde os episódios se concentrarão em indivíduos ou pares de personagens, semelhante a episódios anteriores como "Laura" da 4ª temporada. Goldberg também a descreveu como "uma temporada mais escura".
O membro do elenco Lennie James fez sua estreia na direção nesta temporada e foi orientado por seu colega de elenco Colman Domingo, que já havia dirigido episódios para a série; Domingo também dirigiu seu terceiro episódio da série nesta temporada.

## Recepção

### Resposta da crítica
A sexta temporada recebeu críticas geralmente positivas, em contraste com as críticas geralmente mistas a negativas das duas temporadas anteriores. No Rotten Tomatoes, a temporada tem uma classificação de 89% com base em 9 avaliações, com uma classificação média de 7.30/10.
Depois de uma recepção mista para negativa na quarta e quinta temporadas, a série recebeu uma recepção crítica positiva renovada durante sua sexta temporada, mas também recebeu algumas críticas mistas à medida que a temporada avançava. Os primeiros episódios da sexta temporada foram elogiados; Dalton Ross, da Entertainment Weekly, escreveu que a série "está tendo sua melhor temporada" e foi positivo sobre a abordagem da série em diferentes gêneros, escrevendo "O resultado final é uma coleção de histórias mais ousada e foda que consegue parecer narrativamente coesa enquanto, ao mesmo tempo, visual e tonalmente independentes." Paul Tassi da Forbes foi positivo em relação à temporada e também notou as reações positivas dos fãs. Emily Hannemann, da TV Insider, também observou a melhora da série em relação às temporadas anteriores e elogiou o desenvolvimento dos personagens, o enredo e os diálogos.
Erik Kain, da Forbes, a princípio deu críticas positivas à sexta temporada, mas mudou para muito negativas, afirmando que "a história consegue ser terrível episódio após episódio".

### Audiência
| №  | Título                          | Exibição original      | Rating/share (18–49) | Audiência (em milhões) | DVR (18–49) | Audiência em DVR (milhões) | Total (18–49) | Audiência total (em milhões) |
| -- | ------------------------------- | ---------------------- | -------------------- | ---------------------- | ----------- | -------------------------- | ------------- | ---------------------------- |
| 1  | "The End Is the Beginning"      | 11 de outubro de 2020  | 0.4                  | 1.59                   | N/A         | N/A                        | N/A           | N/A                          |
| 2  | "Welcome to the Club"           | 18 de outubro de 2020  | 0.4                  | 1.55                   | N/A         | N/A                        | N/A           | N/A                          |
| 3  | "Alaska"                        | 25 de outubro de 2020  | 0.4                  | 1.50                   | N/A         | N/A                        | N/A           | N/A                          |
| 4  | "The Key"                       | 1 de novembro de 2020  | 0.3                  | 1.28                   | 0.3         | 0.91                       | 0.6           | 2.19                         |
| 5  | "Honey"                         | 8 de novembro de 2020  | 0.4                  | 1.24                   | N/A         | N/A                        | N/A           | N/A                          |
| 6  | "Bury Her Next to Jasper's Leg" | 15 de novembro de 2020 | 0.3                  | 1.27                   | N/A         | N/A                        | N/A           | N/A                          |
| 7  | "Damage from the Inside"        | 22 de novembro de 2020 | 0.3                  | 1.09                   | N/A         | N/A                        | N/A           | N/A                          |
| 8  | "The Door"                      | 11 de abril de 2021    | 0.3                  | 1.17                   | 0.2         | 0.69                       | 0.5           | 1.86                         |
| 9  | "Things Left to Do"             | 18 de abril de 2021    | 0.2                  | 1.12                   | 0.2         | 0.78                       | 0.5           | 1.90                         |
| 10 | "Handle with Care"              | 25 de abril de 2021    | 0.3                  | 1.10                   | 0.2         | 0.71                       | 0.4           | 1.82                         |
| 11 | "The Holding"                   | 2 de maio de 2021      | 0.3                  | 1.03                   | 0.3         | 0.71                       | 0.5           | 1.74                         |
| 12 | "In Dreams"                     | 9 de maio de 2021      | 0.3                  | 0.99                   | 0.2         | 0.64                       | 0.4           | 1.63                         |
| 13 | "J.D."                          | 16 de maio de 2021     | 0.3                  | 1.09                   | 0.2         | 0.70                       | 0.5           | 1.79                         |
| 14 | "Mother"                        | 23 de maio de 2021     | 0.2                  | 0.94                   | N/A         | N/A                        | N/A           | N/A                          |
| 15 | "USS Pennsylvania"              | 6 de junho de 2021     | 0.2                  | 0.87                   | 0.2         | 0.73                       | 0.4           | 1.60                         |
| 16 | "The Beginning"                 | 13 de junho de 2021    | 0.2                  | 1.05                   | 0.2         | 0.71                       | 0.4           | 1.76                         |